# Henri Keunen
Henricus (Henri) Keunen (Dommelen, 18 januari 1804 - Eindhoven, 30 december 1887 was een Nederlands industrieel, grootgrondbezitter en stadsarmmeester te Eindhoven.
Hij was de tweede zoon van een van de meest invloedrijke notabelen uit de Brabantse Kempen, bekwaamde zich in het vak van de leerlooierij en richtte in 1828 de Koninklijke Lederfabriek Gebroeders Keunen op. Het imperium van Henri zou uitgroeien tot een van de grootste werkgevende bedrijfsconglomeraten in de negentiende eeuw in Eindhoven. Het bedrijf, waarvan zijn zonen Jan, Everard en Henri jr. firmant werden, werd in 1981 opgeheven. Henri's achterkleinzoon Rudy Keunen was de laatste directeur.
Henri Keunen huwde in 1828 met Johanna Petronella Schutjes (1804-1891) en werd de vader van bovengenoemde drie zonen, en vier dochters. Jan Jozef de Vlam was zijn schoonzoon.